# Gondwanas regnskogar i Australien
Gondwanas regnskogar i Australien inkluderar 8 separata områden på sammanlagt 3665 km², alla längs gränsen mellan New South Wales och Queensland. Dessa skrevs 1986 in på Unescos världsarvslista. Ursprungligen omfattade det bara regnskogsområden i New South Wales (3600 km²), men världsarvet utökades 1994 med områden i Queensland (592 km²).
Områdena i Queensland omfattar Lamington nationalpark, Springbrook nationalpark, Mount Barney nationalpark, Main Range nationalpark samt 37 andra nationalparker och skyddade områden.

## Lista över ingående delar i reservatet

### Områden i New South Wales (inskrivna 1996 om inget annat anges)
Nationalparker
| Namn                          | Areal (ha) |
| Barrington Tops nationalpark  | 39120      |
| Border Ranges nationalpark    | 31229      |
| Dorrigo nationalpark          | 7885       |
| Gibraltar Ranger nationalpark | 17273      |
| Mount Warning nationalpark    | 2380       |
| New England nationalpark      | 29985      |
| Nightcap nationalpark         | 4945       |
| Washpool nationalpark         | 27715      |
| Werrikimbe nationalpark       | 35178      |

Naturreservat
| Namn                        | Areal (ha) |
| Iluka naturreservat         | 136        |
| Limpinwood naturreservat    | 2646       |
| Mount Hyland naturreservat  | 1636       |
| Mount Seaview naturreservat | 1703       |
| Numinbah naturreservat      | 858        |

Florareservat
| Namn                           | Areal (ha) |                |
| Amaroo florareservat           | 36         | inskrivet 1994 |
| Banda Banda florareservat      | 1610       |                |
| Fenwicks Scrub florareservat   | 110        | inskrivet 1994 |
| Kerripit Beech florareservat   | 243        | inskrivet 1994 |
| Mount Clunie florareservat     | 485        | inskrivet 1994 |
| Mount Nothofagus florareservat | 650        |                |
| Wilsons Peak florareservat     | 185        | inskrivet 1994 |

### Områden i Queensland (samtliga inskrivna 1994)
Nationalparker
| Namn                             | Areal (ha) |
| Springbrook nationalpark (del)   | 2480       |
| Lamington nationalpark           | 20500      |
| Mount Chinghee nationalpark      | 1110       |
| Mount Barney nationalpark (del)  | 9710       |
| Main Range nationalpark          | 11500      |
| Mount Mistake nationalpark (del) | 5500       |

Miljöparker
| Namn                  | Areal (ha) |
| Turtle Rock miljöpark | 68,82      |
| Telemon miljöpark     | 146,6      |

Statliga skogar
| Namn                 | Areal (ha) |
| Burnett Creek-skogen | 1076       |
| Cronan Creek-skogen  | 795        |
| Emu Vale-skogen      | 268        |
| Gambubalskogen       | 2260       |
| Goomburraskogen      | 2067       |
| Gilbertskogen        | 84         |
| Killarneyskogen      | 493,7      |
| Palen Creel-skogen   | 326        |
| Spicers Gap-skogen   | 257        |
| Teviotskogen         | 390        |

Övriga områden
| Namn                          | Areal (ha) |
| Rabbitt Board paddockreservat | 143,11     |
| "Prison Purposes Land"        | 48,13      |